# Michael Patrick Jann
Michael Patrick Jann (Nova Iorque, 15 de maio de 1970) é um ator, diretor e roteirista estadunidense. Ficou conhecido por trabalhar em Community, Childrens Hospital, Happy Endings, Friends with Benefits, Suburgatory, Notes from the Underbelly, Reaper, Wedding Band, Emily's Reasons Why Not e Flight of the Conchords.